# Półwysep Zielonego Przylądka
Półwysep Zielonego Przylądka (fr. Presqu’île du Cap Vert) – niewielki półwysep na zachodnim wybrzeżu Afryki, w Senegalu. Znajduje się na nim najdalej na zachód wysunięty punkt kontynentu (przylądek Almadi). Składa się z szeregu wysepek wulkanicznych połączonych utworami akumulacji morskiej. Na południowym krańcu półwyspu leży miasto Dakar. Został odkryty w 1446 roku przez Dinisa Diasa.